# Brian Kennedy
Pour les articles homonymes, voir Kennedy.
Brian Kennedy est un chanteur nord-irlandais, né à Belfast en Irlande du Nord le 12 octobre 1966 et qui a représenté l'Irlande au Concours Eurovision de la chanson en 2006 avec la chanson "Every song is a cry for love".

## Discographie
- The Great War Of Words (1990)
- A Better Man (1996)
- Now That I Know What I Want (1999)
- Won't You Take Me Home (2000)
- Get On With Your Short Life (2001)
- On Song (2003)
- Live In Belfast (2004)
- On Song 2: Red Sails In The Sunset (2005)
- Homebird (2006)
- Interpretations (2008)